# Phytorophaga nigriventris
Phytorophaga nigriventris là một loài ruồi trong họ Tachinidae.